# Tullia
Tullia, emellanåt kallad Tulliola, ”lilla Tullia”, född 5 augusti 79 eller 78 f.Kr., död i februari 45 f.Kr., var den romerske senatorn och retorn Ciceros enda dotter.
År 66 f.Kr. trolovades Tullia med Gaius Calpurnius Piso Frugi och de gifte sig tre år senare. Maken blev quaestor 58 f.Kr., men avled påföljande år. Tullia gifte 56 f.Kr. om sig med Furius Crassipes. Enligt uppgift var det ett lyckligt äktenskap, men trots detta skilde de sig 51 f.Kr. 
Ännu en gång gifte Tullia om sig; denna gång med Publius Cornelius Dolabella. Paret fick två söner.
Tullia dog i februari 45 f.Kr., en månad efter att ha fött sin andra son. Dotterns död utgjorde ett svårt slag för Cicero; hans vän Servius Sulpicius Rufus skrev ett tröstebrev till honom.